# Habrovka
Habrovka (Ostryopsis), česky též ostryovka, je rod dvouděložných rostlin z čeledi břízovité (Betulaceae). Jsou to opadavé keře pocházející z Číny, příbuzné lískám, habrům a habrovcům. V České republice je vzácně pěstována habrovka Davidova.

## Popis
Habrovky jsou opadavé keře dorůstající obvykle výšky 1,5 až 3 metry, se střídavými jednoduchými listy. Listy jsou řapíkaté, zespodu silně chlupaté až plstnaté, s vejčitou až široce nebo srdčitě vejčitou čepelí, která je na okraji nepravidelně hluboce 2x pilovitá až dřípená. Na každé straně čepele je 5 až 9 žilek. Řapíky jsou 2 až 12 mm dlouhé. Květenství jsou jednopohlavná, jehnědovitá, vrcholová nebo úžlabní. Samčí květenství jsou téměř přisedlá, válcovitá, s hojnými překrývajícími se listeny. Každý samčí květ obsahuje 4 až 8 tyčinek a je podepřen 1 listenem. Samičí květenství jsou hroznovitá, hlávkovitě stažená. Samičí květy jsou v párech, podepřené trubkovitými kožovitými listeny. Plodem je oválně kulovitý, 4 až 8 mm dlouhý oříšek, zcela obklopený vytrvalými listeny.

## Rozšíření
Oba druhy se vyskytují výhradně v Číně. Habrovka Davidova (Ostryopsis davidiana) roste v řídkých lesích a na lesních okrajích na velké části území Číny v nadmořských výškách 800 až 2800 metrů. Habrovka sličná (Ostryopsis nobilis) se vyskytuje v křovinatých porostech výslunných horských svahů v jihozápadní Číně (v provinciích Jün-nan a S’-čchuan) v nadmořské výšce 1500 až 3000 metrů.

## Taxonomie
Rod Ostryopsis je řazen do podčeledi Coryloideae čeledi břízovité (Betulaceae), zahrnující celkem 4 rody. Bazální větví této monofyletické skupiny je rod líska (Corylus), zatímco rody habr (Carpinus) a habrovec (Ostrya) tvoří dohromady sesterskou větev rodu Ostryopsis.

## Přehled druhů
- Ostryopsis davidiana - habrovka Davidova
- Ostryopsis nobilis - habrovka sličná (též vzácná)[6]
- Ostryopsis intermedia

## Význam
Habrovka Davidova (Ostryopsis davidiana) je v České republice plně mrazuvzdorná, pěstuje se však velmi zřídka. Habrovka sličná (Ostryopsis nobilis) má klimatickou zónu odolnosti 7 a není v Česku plně mrazuvzdorná.
Habrovka Davidova je v Číně hojně pěstována jako protierozní dřevina. Ze dřeva jsou vyráběny násady na zemědělské náčiní.